# 賢明学院幼稚園・小学校・中学校・高等学校
賢明学院幼稚園・小学校・中学校・高等学校（けんめいがくいんようちえん・しょうがっこう・ちゅうがっこう・こうとうがっこう）は、大阪府堺市堺区霞ヶ丘町に所在し、幼小中高一貫教育を提供する私立幼稚園・小学校・中学校・高等学校。
高等学校において、幼稚園から入園、または小学校もしくは中学校から入学した内部進学の生徒と高等学校から入学した外部進学の生徒との間で、第1学年から混合してクラスを編成する併設混合型中高一貫校。2016年4月に、高等学校において通信制課程を開校した。2019年には中学校・高等学校が関西学院大学と系属校締結。

## 概要
1796年に聖マリー・リヴィエがフランスで設立した聖母奉献修道会を母体とするカトリックのミッションスクールで、幼稚園・小学校は男女共学、中学校・高等学校は2009年までは女子校となっていたが、2010年より男女共学校へと改編した。
また、兵庫県姫路市にある賢明女子学院中学校・高等学校とは姉妹校の関係にある。

## 沿革
- 1796年 - アンヌ・マリー・リヴィエ聖母奉献修道会を創立。（南仏、ヴィヴァレ地方チュエイにて）
- 1948年 - カナダ センチアセントから修道女4名が来日し、聖母奉献修道会日本本部を設立。
- 1954年 - 賢明学院幼稚園開園。
- 1960年 - 賢明学院小学校開校。
- 1966年 - 賢明学院中学校開校。
- 1969年 - 賢明学院高等学校開校。
- 2010年 - 中学校・高等学校 男女共学化。
- 2016年 - 賢明学院高等学校通信制課程開校。

＊2019年 - 中学校・高等学校が関西学院大学と系属校締結。

## 教育課程の類型
- 高等学校 - 関西学院大学特進サイエンスコース、特進エグゼコース、特進コース
- 中学校 - 関西学院理数コース、総合コース

## 交通
- 南海バス堺東駅前から
  - 9番乗り場西区役所前行き、光明池駅行き、栂・美木多駅行き、横山高校前行きで「霞ヶ丘バス停」下車、東へ徒歩約3分
  - 10番乗り場東山車庫前行き、11番乗り場堀上緑町一丁行きで「南陵通一丁バス停」下車、南へ徒歩約3分
- JR阪和線 上野芝駅 徒歩13分

## 著名な出身者
- 福井悠人（サッカー選手）
- 中野瑠馬（サッカー選手）
- 小出雛（バレーボール選手：トヨタ車体クインシーズ）